# Oklaj
Oklaj je naselje i središte Općine Promina, u Šibensko-kninskoj županiji. Nalazi se oko 14 kilometra sjeverozapadno od Drniša i oko 15 kilometara jugozapadno od Knina.

## Povijest
Oklaj se od 1991. do 1995. godine nalazio pod srpskom okupacijom.

## Stanovništvo
Prema popisu iz 2011. godine naselje je imalo 469 stanovnika.
| broj stanovnika | 507   | 476   | 489   | 663   | 675   | 606   | 742   | 700   | 769   | 774   | 804   | 704   | 531   | 485   | 401   | 469   | 410   |
|                 | 1857. | 1869. | 1880. | 1890. | 1900. | 1910. | 1921. | 1931. | 1948. | 1953. | 1961. | 1971. | 1981. | 1991. | 2001. | 2011. | 2021. |

## Znamenitosti
- crkva svetog Mihovila

## Šport
U naselju je od 1969. godine postojao nogometni klub NK Promina Oklaj. Prestao je s radom 2009. godine kao posljedica stalnog nedostatka financijskih sredstava, slabije organizacije te odlaska igrača koji su tražili posao izvan Promine.

## Poznate osobe
- Zdravko Dizdar, povjesničar.